# Maria Kopeć
Maria Kopeć (ur. 19 sierpnia 1919 w Puławach, zm. 13 maja 2014 w Warszawie) – polska lekarka, profesor nauk medycznych.

## Życiorys
Była córką Stefana i Haliny Kopciów, miała brata, Stanisława. Mieszkała wraz z rodziną w Warszawie przy ulicy Mokotowskiej 39/12. 
Od 1941 do 1944 była więziona na Pawiaku. Dwa lata później ukończyła studia medyczne na Wydziale Lekarskim Uniwersytetu Warszawskiego. 
Specjalizowała się w zagadnieniach z zakresu hematologii i radiobiologii. Wykładowca w Instytucie Chemii i Techniki Jądrowej oraz Instytucie Hematologii i Transfuzjologii. Członek korespondent Polskiej Akademii Nauk od 1979 roku, w poczet członków rzeczywistych tej instytucji została przyjęta w 1991. Była również członkiem Polskiej Akademii Umiejętności i Towarzystwa Naukowego Warszawskiego. Zasiadała w Komisji Zdrowia przy Niezależnym Samorządnym Związku Zawodowym „Solidarność”. Współpracowała między innymi z Ludwiką Wujec, Ireną Wóycicką oraz Krystyną Zachwatowicz. Tytuł profesora nauk medycznych nadano jej w 1971 roku. 
Pochowana 23 maja tego roku na cmentarzu Wojskowym na Powązkach (kwatera D-3-31).

## Odznaczenia i wyróżnienia
- Krzyż Walecznych[7]
- Krzyż Oficerski Orderu Odrodzenia Polski[7]
- Krzyż Komandorski Orderu Odrodzenia Polski[7]